# Pierre-Gaston-Henri de Livron
Pierre-Gaston-Henri de Livron (Pau, 3 ottobre 1770 – Parigi, 23 febbraio 1831) è stato un militare francese. Fu attivo durante le guerre napoleoniche.

## Biografia
Nacque a Pau il 3 ottobre 1770. Si arruolò nel corpo dei carabinieri come volontario da giovanissimo, nel 1775, diventando in seguito sottotenente nel 1786, capitano nel 1789 e aiutante di campo del tenente generale Chabrillan nel 1791. Dopo l'inizio della guerra, nel 1792, si ritenne che fosse fuggito in Spagna per fuggire alla persecuzione contro la nobiltà francese. Tuttavia, si sa che nel 1794 egli abitasse a Forges, nel dipartimento della Senna Inferiore. Tra il 1798 e il 1800 fu uno dei fornitori dell'Armata d'Italia prima e poi dell'Armata d'Oriente.
Nel 1806 riprese servizio all'interno dell'Armata di Napoli come capitano di cavalleria assegnato allo stato maggiore. Nel 1807 fu trasferito nello stato maggiore del generale Reynier e, durante l'invasione di Capri, venne ferito da un colpo d'arma da fuoco. L'anno seguente, il 1808, passò definitivamente al servizio del Regno di Napoli, partecipando ad alcune operazioni in Calabria, tra le quali l'assedio di Reggio. Al servizio del maresciallo Murat venne promosso nel 1810 prima a colonnello e poi a maresciallo di campo, per poi diventare tenente generale nel 1814. In questo periodo, prestò servizio al fianco del re di Napoli durante la campagna di Russia e lo seguì come capo della cavalleria durante le ultime fasi della campagna d'Italia del 1814.
Mantenne lo stesso ruolo di comando anche nella guerra austro-napoletana. Quando le forze austriache si avvicinarono a Napoli, salpò assieme alla regina Carolina a bordo della nave Tremendous nella notte tra il 20 ed il 21 maggio. Sbarcato a Trieste l'8 giugno fu fatto prigioniero dagli austriaci e rilasciato solo il 28 ottobre. Ritornò in Francia, dove venne reintegrato nell'esercito nel 1817 con il grado di feldmaresciallo onorario, sebbene senza pensionamento. Venne riconosciuto pienamente come feldmaresciallo nel 1821 e messo in congedo. Per due anni, tra il 1824 e il 1826, fu autorizzato a servire il wālī d'Egitto, pur mantenendo il suo regolare stipendio. Tornato in Francia, si trasferì ad Aix-en-Provence nel 1830. Morì l'anno seguente a Parigi il 23 febbraio.